# جيمي والتون
جيمي والتون (بالإنجليزية: Jimmy Walton)‏ (3 ديسمبر 1904 في المملكة المتحدة - 20 نوفمبر 1982) هو لاعب كرة قدم بريطاني (وحمل سابقاً جنسية المملكة المتحدة لبريطانيا العظمى وأيرلندا) في مركز نصف الجناح. لعب مع ليدز يونايتد ونادي بريستول روفيرز ونادي برينتفورد ونادي هارتلبول يونايتد وCleator Moor Celtic F.C. ‏ وWest Stanley F.C. ‏.